# Green River (album)
Green River – trzeci album amerykańskiej grupy Creedence Clearwater Revival, wydany w roku 1969. Jest to jeden z najbardziej rozpoznawalnych albumów tej grupy.
W 2003 album został sklasyfikowany na 95. miejscu listy 500 albumów wszech czasów magazynu Rolling Stone.

## Lista utworów
| Strona 1 | Strona 1                                 | Strona 1 |
| Nr       | Tytuł utworu                             | Długość  |
| -------- | ---------------------------------------- | -------- |
| 1.       | „Green River” (J. Fogerty)               | 2:31     |
| 2.       | „Commotion” (J. Fogerty)                 | 2:37     |
| 3.       | „Tombstone Shadow” (J. Fogerty)          | 3:36     |
| 4.       | „Wrote a Song for Everyone” (J. Fogerty) | 4:55     |
|          |                                          | 13:39    |

| Strona 2 | Strona 2                                                                      | Strona 2 |
| Nr       | Tytuł utworu                                                                  | Długość  |
| -------- | ----------------------------------------------------------------------------- | -------- |
| 1.       | „Bad Moon Rising” (J. Fogerty)                                                | 2:17     |
| 2.       | „Lodi” (J. Fogerty)                                                           | 3:08     |
| 3.       | „Cross-Tie Walker” (J. Fogerty)                                               | 3:17     |
| 4.       | „Sinister Purpose” (J. Fogerty)                                               | 3:19     |
| 5.       | „The Night Time Is the Right Time” (Napoleon Brown, Ozzie Cadena, Lew Herman) | 3:07     |
|          |                                                                               | 15:08    |

## Twórcy
- Doug Clifford – gitara basowa, perkusja
- Stu Cook – gitara basowa, perkusja
- John Fogerty – gitara, śpiew
- Tom Fogerty – gitara rytmiczna, śpiew